# Agis Stinas
Agis Stinas (nome real Spyros Priftis) foi um militante do Partido Comunista da Grécia e, em seguida, do trotskismo. No final de sua vida estava próximo do anarquismo.

## Primeiros anos (1900-1919)
Agis Stinas nasceu em 1900 na aldeia de Spartílas, em Corfu. Pertencia a uma família rica de comerciantes de azeite de oliva., mas gastou sua fortuna na ação política. Depois que completou seus estudos na Escola Secundária Comercial, entre 14 e 15 anos de idade, entrou em contato com o pensamento socialista ao participar da Juventude do Grupo Socialista de Corfu. A partir dos 18 anos, em suas próprias palavras, "dediquei-me ao movimento de libertação da classe trabalhadora" Em maio de 1920, quando fez 20 anos, conquistou o direito de filiar-se oficialmente ao Partido Socialista Operário da Grécia (Σοσιαλιστικό Εργατικό Κόμμα Ελλάδος - SEKE), precursor imediato do Partido Comunista da Grécia (KKE). O grupo com que se envolveu fora um dos co-fundadores do partido em 1918, e ele havia sido um dos mais ativos militantes neste sentido

## Campanha da Ásia Menor (1919-1922)
Como membro do partido, Stinas atuou na frente da Ásia Menor durante a Guerra Greco-Turca de 1919–1922, quando envolveu-se em eventos da Trácia Oriental tais como a troca de populações entre a Grécia e a Turquia defendendo um ponto de vista internacionalista e comunista. Após o genocídio de 1922, contribuiu junto com Pandelis Pouliopoulos para o desenvolvimento do movimento dos veteranos e vítimas da guerra (Παλαιών Πολεμιστών / Palaión Polemistón). Devido a este envolvimento, foi condenado à morte por uma corte marcial durante o governo de Nikólaos Plastiras, mas terminou sendo exilado e preso; de acordo com sua nota autobiográfica, ele foi encaminhado para um tribunal marcial por uma acusação de alta traição, e enviado logo em seguida para um Batalhão Disciplinar.

## Dentro do Partido Comunista da Grécia (KKE) (1922-1931)
Stinas cresceu na hierarquia do Partido Comunista da Grécia (KKE), tornando-se um membro de importância: foi candidato ao legislativo municipal de Corfu (1926), secretário de organização do partido no Pireu, membro do Comitê Central e secretário das regiões central e ocidental da Macedônia. Em 1931, foi expulso do KKE por divergir de uma intervenção da Internacional Comunista que dissolveu o comitê central da organização e substituiu-o por outro encabeçado por Nikos Zachariádis. Em 1932 foi preso novamente pelas autoridades e enviado a Corfu para passar por julgamentos administrativos. Lá, lidou com o governo local na função de presidente do conselho de sua vila, tentando implementar uma política militante e antifascista.

## Na Oposição Leninista do KKE, e no Grupo Bolchevique (1931-1935)
Nos anos 1930 diversos grupos trotskistas começaram a se formar na Grécia paralelamente ao KKE e aos arqueo-marxistas, grupo comunista local que se tornara em 1930 a seção oficial da Oposição de Esquerda Internacional na Grécia; Stinas tomou parte neste processo, todo ele marcado por muitas cisões, fusões e sucessões de grupos políticos.
Ao sair do KKE, Stinas já estava em contato com o Grupo Comunista Unificado (KEO) liderado por Michel Pablo e Christos Soulas, antiga fração do grupo arqueo-marxista, e com eles veio a formar a Oposição Leninista do Partido Comunista Grego (LAKKE), que publicou o jornal Bandeira do Comunismo (Σημαία του Κομμουνισμού  / Simaía tou Kommounismoú) e a revista teórica Revolução Permanente (Διαρκής Επανάσταση / Diarkís Epanástasi).
Quando o grupo da LAKKE liderado por Giorgis Vitsoris rompeu com o arqueo-marxismo em 1935 e adotou o nome de Grupo Bolchevique, a LAKKE se dividiu: o grupo liderado por Michel Pablo uniu-se ao grupo Spartacus, fundado em 1927 e liderado por Pandelis Pouliopoulos, para formar a Organização Comunista da Grécia (OKDE); já o grupo liderado por Stinas uniu-se ao grupo de Vitsoris para formar a União Comunista Internacional (KDEE), que publicou o jornal Frente Operária (Εργατικό Μέτωπο / Ergatikó Métopo).  Uma terceira organização chamada Novo Caminho Bolchevique (Bolshevikos Neos Dromos), liderada por Loukas Karliaftis e Sakkos Papadopoulos, também surgiu do arqueo-marxismo.
Como o grupo dos arqueo-marxistas rompera com Trótski em 1933, deixando em aberto a questão da representação da Oposição de Esquerda Internacional na Grécia. A KDEE mantinha contato com o Secretariado Internacional da Oposição de Esquerda e era reconhecida como seção oficial, enquanto Pouliopoulos e Pablo mantinham relações com Kurt Landau e Raymond Molinier.
Depois da tentativa de golpe de Estado de 1º de março de 1935, Stinas deu seu "apoio crítico" aos oficiais democráticos, razão para sua saída do Grupo Bolchevique, para sua posterior filiação ao grupo liderado por Pantelis Pouliopoulos e para sua participação na criação de uma nova organização, a Liga Comunista Internacional (Κομμουνιστική Διεθνιστική Ένωση / Kommounistikí Diethnistikí Énosi), que publicou o periódico Vanguarda Operária (Εργατικό Μέτωπο / Ergatikó Métopo). Participou nas eleições de 1936 numa frente eleitoral com a organzação de Pouliopoulos, recebendo 296 votos. Durante os eventos de 1936, defendeu a necessidade de uma greve geral; para Stinas, os eventos de 1935 e 1936 compunham uma mesma situação revolucionária, que deveria ser aproveitada pelos trotskistas com posicionamento independente e distinto daqueles dos populistas e dos venizelistas.

## Ditadura de Metaxas (1936-1941)
Durante a Ditadura de Metaxas a organização continuou com a publicação ilegal de um jornal, de boletins e panfletos. Em 6 de abril de 1937, Stinas foi preso pela polícia secreta e torturado para revelar a sede da organização clandestina, sem qualquer resultado. Foi enviado para as prisões de Egina e de Acronauplia. A conferência de fundação da IV Internacional, ocorrida em 1938, tratou do assunto num de seus itens:

Os nossos heróicos camaradas gregos, dezenas dos quais definham nas ilhas penitenciárias de Metaxas, mantiveram erguida com magnífico valor a a bandeira da Revolução Socialista; agrupados em torno de Stinas, condenado a cinco anos de prisão e exílio perpétuo, e de Polioupoulos, cujo destino é desconhecido, juraram vingar o camarada Scalaios, que morreu no campo de concentração de Acronauplia.

As fusões e cisões entre as organizações trotskistas continuavam a ocorrer muito rapidamente, e Stinas, mais uma vez, participou de todo o processo. Em 1937 o Novo Caminho Bolchevique uniu-se à OKDE para formar a Organização Unificada dos Comunistas Internacionalistas da Grécia (EOKDE); este grupo e a KDEE de Vitsoris e Stinas fizeram-se representar na conferência de fundação da Quarta Internacional, sendo a KDEE representada por Vitsoris e a EOKDE representada por Pablo.
As diferenças entre a KDEE e a EOKDE refletiam de modo muito parecido as diferenças surgidas no seio do Partido Socialista dos Trabalhadores (Socialist Workers' Party - SWP) estadunidense durante a Segunda Guerra Mundial acerca da natureza da URSS, com a diferença de que os debates se davam em campos de concentração e em total isolamento do resto do mundo, situação agravada por um ambiente onde eram rotineiras as traições e defecções (como a de Andréas Papandréu, que entregou vários companheiros da EOKDE à polícia e depois fugiu para os EUA); os artigos de intervenção de Trótski nos debates com James Burnham e Max Shachtman, que definiram os termos do debate sobre a natureza da URSS e as tarefas dos militantes trotskistas, eram desconhecidos de Stinas e dos trotskistas gregos até muito depois da guerra.
Stinas, por sinal, posicionara-se contra a defesa da URSS já em 1937, e registrou suas posições de modo mais completo num texto de 1940 que circulou entre os trotskistas presos na ilha de Acronauplia. Perdida a oportunidade revolucionária dos eventos de 1935 e 1936, Stinas viu abriram-se aí as portas para o advento da ditadura de Metaxas, que qualificava como fascista.

## Ocupação nazista e a "dekemvriana" (1941-1944)
A ocupação da Grécias pelas forças do Eixo (1941-1944) impôs novos desafios para os trotskistas gregos, e a situação de Agis Stinas pareceu se agravar. Com a ajuda de Karystos Panteleimonas, metropolita de extrema-direita, Agis Stinas escapou de Evia, para onde havia se mudado, e em seguida foi para Atenas, onde participou, juntamente com seus companheiros que ainda estavam livres, da reconstrução de seu grupo.
Em 1942 muitos trotskistas haviam escapado da prisão e iniciado debates e atividades práticas, publicando material revolucionário contra a guerra. Três tendências estavam claramente estabelecidas: o Partido Operário Internacionalista da Grécia (EDKE), liderado por Karliaftis; o Partido Comunista Internacionalista da Grécia (KKDE), liderado por Christos Anastasiades; e a Frente Operária (Εργατικό Μέτωπο / Ergatikó Métopo), liderada por Agis Stinas.
Fracionou ainda mais estes grupos o surgimento do Exército de Libertação do Povo Grego (Ελληνικός Λαϊκός Απελευθερωτικός Στρατός / Ellinikós Laïkós Apeleftherotikós Stratós, ΕΛΑΣ / ELAS), um movimento guerrilheiro nas montanhas sob a liderança da Frente de Libertação Nacional (Εθνικό Απελευθερωτικό Μέτωπο / Ethniko Apeleftherotiko Metopo, EAM), esta por sua vez capitaneada pelo KKE: enquanto os três afirmaram primeiramente que o ELAS era reacionário e servia ao imperialismo internacional, em 1944 um posicionamento da Quarta Internacional qualificou-o como progressista; o KKDE seguiu a linha internacional, mas o EDKE e a Frente Operária mantiveram sua posição original.
Tudo isto agravou a situação de Stinas, agora na contramão da ditadura de Metaxas, do KKE e da Quarta Internacional a que estava filiado; situação ainda mais grave devido à atuação da Organização para a Proteção da Luta Popular (Οργάνωση Περιφρούρησης Λαϊκού Αγώνα / Orgánosi Perifroúrisis Laïkoú Agóna, ΟΠΛΑ – OPLA), a polícia secreta do KKE, responsável pela morte de mais de 800 trotskistas na Grécia.
Divergências à parte, a posição comum das diferentes organizações que participaram deste processo foi de que o KKE era um partido nacionalista, que expressava os interesses da burguesia e do imperialismo britânico: "[o KKE] engana a classe trabalhadora, mantém-na engatada ao carro das forças imperialistas e inspira o mais brutal ódio nacionalista", enquanto as forças de ocupação eram um instrumento do imperialismo alemão.
Durante os eventos de dezembro de 1944 -- a chamada "dekemvriana", prenúncio da guerra civil que aconteceria dois anos depois --, Stinas acusou a EAM de fabricar um golpe de Estado stalinista enquanto o KKE mantinha uma postura defensista. Como consequência, tanto o ELAS quanto a OPLA perseguiram implacavelmente o grupo de Stinas.

## Guerra Civil (1946-1949)
Com o fim da Segunda Guerra Mundial, os trotskistas gregos foram ordenados pela Quarta Internacional a se unir numa só organização. Realizaram um congresso de unificação em 1946: a tendência de Stinas tinha 10 delegados, a de Karliaftis tinha 16, e a de Anastasiades tinha 8; todas foram fundidas num só partido, o Partido Comunista Internacionalista da Grécia (KDKE). Stinas e Anastasiades aliaram-se para formar uma maioria dentro da organização.
Durante este processo, foi assinado um acordo entre os trotskistas e o KKE para realizar três debates públicos num teatro de Atenas, em outubro e novembro do mesmo ano, e assim confrontar as posições dos stalinistas e dos trotskistas diante de um público seleto, formado pela militância de base de cada corrente. Stinas, que representou o KDKE no segundo debate, foi o único a conseguir, nas votações finais que se davam ao final das discussões, conseguir maioria de votos para os trotskistas Depois disto, Stinas rompeu qualquer relação com o KKE, por considerar a guerra civil como uma ponte de União Soviética na Grécia.
Pouco tempo depois Stinas foi expulso do KDKE por defender que a URSS não era socialista, mas que havia sido transformada numa espécie de regime capitalista de Estado.. Definitivamente rompido com o trotskismo, Stinas fundou o jornal Frente Operária (Εργατικό Μέτωπο / Ergatikó Métopo), que foi fechado devido a perseguição; retornou à sua aldeia natal, denunciando o papel do KKE durante a guerra civil, apesar de criticado pela tendência de Stamatis Stanitsas, antigo discípulo seu, que via no ELAS a possibilidade de uma guerrilha classista

## Últimos anos e legado
Ao retornar à aldeia de Spartílas em 1949, participou da fundação da Associação dos Sindicatos Operários de Spartílas, onde atuou até 1956, ano de seu retorno a Atenas. Naquela época, ele analisou a Esquerda Democrática Unida (EDU) como um veículo de imperialismo russo. Em 1958 Stinas passou a traduzir livros e em 1965 participou por breve período do grupo Novo Começo (Νέο Ξεκίνημα / Néo Xekínima), que publicava o jornal Frente Operária (Εργατικό Μέτωπο / Ergatikó Métopo), onde Stinas veiculou suas críticas à política da EDU.
Após a ditadura dos coronéis Stinas deu palestras e entrevistas. Morreu em 7 de novembro de 1987, depois de complicações numa cirurgia nos olhos. Embora os médicos tivessem alertado-o sobre os riscos da cirurgia causados pela diabetes de que sofria, Stinas insistiu na realização da cirurgia, dizendo: o que eu posso fazer com a minha vida, se eu não posso ler?.
Stinas, que desde sua ruptura com o trotskismo apresentava-se como um luxemburguista e veio a se tornar, por sua ascendência e amizade com Cornelius Castoriadis, o principal representante do grupo Socialismo ou Barbárie na Grécia., apresentava-se no fim de sua vida como anarquista; ele tem grande prestígio hoje nos meios anarquista e autonomista da Grécia, que consideram-no como um precursor 

## Relação com Cornelius Castoriadis
Ágis Stinas foi responsável pelo ingresso de Cornelius Castoriadis no trotskismo grego. Mesmo sem formação acadêmica adequada, foi Stinas quem primeiro apresentou a Castoriadis uma crítica ativa à burocratização em geral e à burocratização dos partidos comunistas (nomeadamente do KKE), que interpretava como organizações despóticas e mecanismos reacionários de controle e dominação. O próprio Castoriadis, que admirava Stinas enormemente, não cessou de elogiá-lo: "figura de revolucionário inesquecível" , "um herói, e ao mesmo tempo um santo laico, perseguido por toda a vida, que certamente não comeu uma refeição quente por vinte anos" ; "figura humana que a sociedade contemporânea não parece conseguir criar ou tolerar". Castoriadis e Stinas mantiveram-se amigos até os últimos dias da vida de Stinas, e o próprio Stinas foi um dos primeiros divulgadores das ideias de Castoriadis na Grécia. Com a morte de Stinas, Castoriadis chegou a enviar uma coroa de flores para o funeral de Stinas com a epígrafe "A meu meio-pai" (στον οιονεί πατέρα μου / ston oioneί patéra moy).

## Obra literária
Até 1926, Stinas assinou seus escritos com seu verdadeiro nome: Spyros Priftis. A partir de 1926 começou a usar o pseudônimo Ágis Stinas. Outros pseudônimos: Ayis, Diros, Korfiatis, Philip.

### Livros, prefácios, traduções
- Stinas, Ágis (1984). ΕΑΜ-ΕΛΑΣ-ΟΠΛΑ [EAM-ELAS-OPLA] (em grego). Atenas: Diethnís Vivliothíki
- Stinas, Ágis (1985). Αναμνήσεις: Εβδομήντα χρόνια κάτω από τη σημαία της σοσιαλιστικής επανάστασης [Memórias: setenta anos sob a bandeira da revolução socialista] (em grego). Atenas: Úpsilon / Biblίa
- Stinas, Ágis (1990). Mémoires d’un révolutionnaire dans la Grèce du xxe siècle [Memórias de um revolucionário na Grécia do século XX] (em francês). Paris: La Brèche
- Prefácios para "Os socialistas e a guerra" de Lenin e Zinóviev; "A Revolução Russa", de Rosa Luxemburgo; e o "O movimento revolucionário no capitalismo moderno", por Cornelius Castoriadis.
- Introdução e tradução das brochuras "O que quer a Liga Espártaco" e "Cartas da prisão", de Rosa Luxemburgo

### Estudos e artigos em jornais e revistas
- O Radical (Ριζοσπάστης / Rizospástis)
- Voz do Trabalhador (Φωνή του Εργάτη / Foní tou Ergáti)
- Trabalho (Εργατική / Ergatikí); Juventude (Νεολαία / Neolaía)
- O Exilado Revolucionário (Εξόριστος Επαναστάτης (Ανάφη 1926) / Exóristos Epanastátis (Anáfi 1926))
- O Trabalhador Fumageiro (Καπνεργάτης / Kapnergátis)
- A Luta contra a Tuberculose (Αντιφυματικός Αγώνας / Antifymatikós Agónas)
- AVANTI
- Bandeira do Comunismo (Σημαία του Κομμουνισμού  / Simaía tou Kommounismoú)
- Revolução Permanente (Διαρκής Επανάσταση / Diarkís Epanástasi)
- O Bolchevique (Μπολσεβίκος / Bolsevíkos)
- Nova Era (Νέα Εποχή / Néa Epochí)
- Frente Operária (Εργατικό Μέτωπο / Ergatikó Métopo)
- Boletim de Akronauplia (Δελτίο της Ακροναυπλίας / Deltío tis Akronafplías)
- A Luta do Trabalho (Εργατική Πάλη / Ergatikí Páli)
- Boletim Interno do KDKE (Εσωτερικό Δελτίο ΚΔΚΕ / Esoterikó Deltío KDKE)
- Novo Começo (Νέο Ξεκίνημα / Néo Xekínima)
- Calçada (Πεζοδρόμιο / Pezodrómio)
- Socialismo ou Barbárie (Σοσιαλισμός ή Βαρβαρότητα / Sosialismós í Varvarótita)

### Folhetos
- Stinas, Ágis (1932). Κριτική στις αποφάσεις της 4ης Ολομέλειας του ΚΚΕ [Crítica das decisões da 4ª sessão plenária do Partido Comunista da Grécia (KKE)] (em grego). [S.l.: s.n.]
- Stinas, Ágis (1965). «Εργατικά» κόμματα, «Εργατικά» κράτη και το απελευθερωτικό κίνημα της εργατικής τάξης [Partidos "operários", Estados "operários" e o movimento revolucionário da classe trabalhadora] (em grego). Atenas: Ergatikó Métopo

### Sobre Stinas
- Benaroya, Avraam (1986). Η πρώτη σταδιοδρομία του Ελληνικού προλεταριάτου [O início da carreira do proletariado grego] (em grego). Atenas: Kommoúna
- Carabott, Philip (jan. 1992). «The Greek "communists" and the Asia minor campaign» [Os "Comunistas" Gregos e a Campanha da Ásia Menor]. Bulletin of the Centre for Asia Minor Studies (em inglês). 9: 99-118. ISSN 2459-2579. doi:10.12681/deltiokms.132. Consultado em 18 de janeiro de 2018
- Nazou, Panayotas (2006). «The Memory of the Dissident/Divergent Left: The Memoirs of A. Stinas» [A Memória da Esquerda Dissidente/Divergente: as Memórias de A. Stinas]. Modern Greek Studies (em inglês): 257-278
- Tamtakos, Yannisf (2003). Αναμνήσεις μιας ζωής στο επαναστατικό κίνημα [Memórias de uma vida no movimento revolucionário] (em grego). Tessalônica: Kýkloi Antiexousías
- «Μια συζήτηση του Α. Στίνα με το περιοδικό ΑΡΕΝΑ, 1985» [Um debate de A. Stina com a revista ARENA, 1985]. Anarkismo.net (em grego). 2012. Arquivado do original em 13 de abril de 2012